# Paul Woolley
Paul Woolley (* 16. März 1902; † 17. März 1984 in Athens, Ohio) war ein US-amerikanischer Kirchenhistoriker, Professor am Westminster Theological Seminary sowie Geistlicher, zuerst in der Presbyterian Church in the United States of America und später in der Orthodox Presbyterian Church.

## Leben

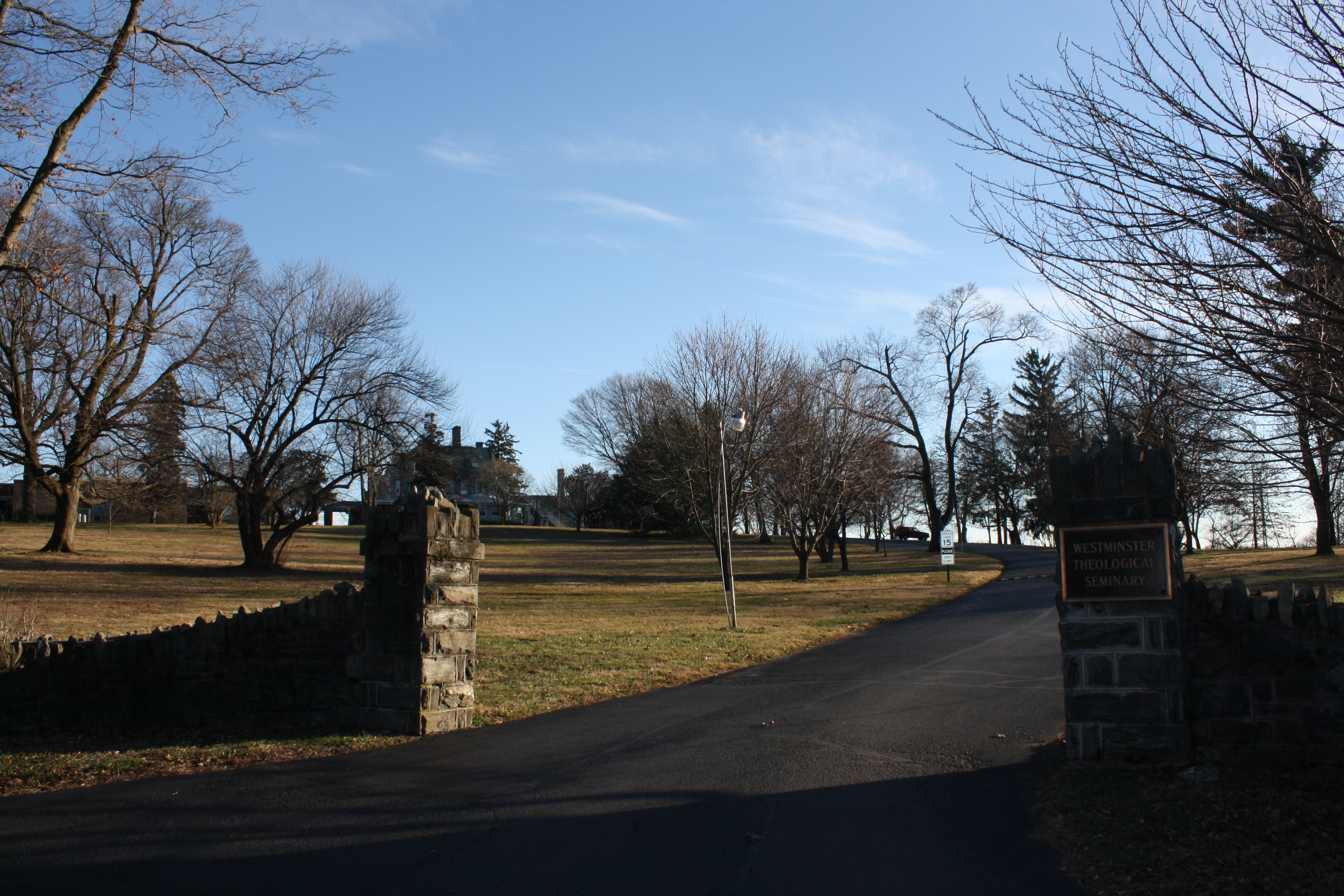
Eingang zum Westminster Theological Seminary, dem Hauptwirkungsort von Woolley

### Werdegang
Paul Woolley studierte am Princeton Theological Seminary. Er war beteiligt an der Gründung des Westminster Theological Seminary 1929, einem Gegenentwurf zum PTS, welches sich kürzlich in eine theologisch liberalere Richtung entwickelt hatte. Teil dieser und späterer Entwicklungen war auch die Theologie Karl Barths, die Woolley 1943 in einem Zeitschriftenbeitrag kritisierte. Er gehörte folgend zu dessen erstem Lehrkörper, neben Robert Dick Wilson, J. Gresham Machen, Oswald T. Allis, Cornelius Van Til, R. B. Kuiper, Ned B. Stonehouse, und Allan A. MacRae. Am WTS lehrte er in einem Zeitraum von fast 50 Jahren (1929–1977) als Professor für Kirchengeschichte bis zu seinem Ruhestand. Er sorgte dafür, dass das WTS noch heute ein für ein reformiertes Seminar stark ausgebildetes Programm für Kirchengeschichte besitzt. Die Anfrage zur Leitung der Kirchengeschichte beim Aufbau des Fuller Theological Seminary (dessen Mitbegründer Harold John Ockenga hatte unter Woolley studiert; Gründung 1947) lehnte er jedoch ab, da für ihn bedeutende Loyalitäten gegenüber dem WTS bestanden und das FTS mit seiner lediglich „evangelikalen“ Ausrichtung für seine Vorstellungen eine zu breite Konzeption besaß. Theologisch war Woolley ein historischer (posttribunationaler) Prämillenarist.
Im Jahr 1982 wurde zu seinen Ehren eine Festschrift mit dem Titel John Calvin, his influence in the Western world herausgegeben. Unter den Beitragenden waren unter anderem: W. Stanford Reid, Pierre Courthial, Richard C. Gamble, Robert Godfrey, Philip Edgcumbe Hughes, C. Gregg Singer, George Marsden und R. T. Kendall. In Anerkennung von Woolleys Wirken ist der Stuhl für Kirchengeschichte am WTS nach ihm benannt.
Er erhielt die Ehrendoktorwürde des Geneva College im Bundesstaat Pennsylvania.
Von 1945 bis 1947 war er Co-Herausgeber des The Presbyterian Guardian, dem zwar nominell unabhängigen, aber de-facto-Magazin der OPC.
Woolley war bis zu seinem Tod 1984 ordinierter Geistlicher der Orthodox Presbyterian Church seit ihrer Gründung 1936, zu diesem Zeitpunkt noch unter dem Namen Presbyterian Church of America. Vorher war er Mitglied und Geistlicher der Presbyterian Church in the United States of America (PCUSA).

### Familie
Woolley war der Sohn eines Geistlichen der Moody Church in Chicago. Während eines Aufenthalt in Deutschland, er bereitete sich auf eine Missionsreise nach China vor, lernte er seine zukünftige Frau, eine russische Adlige kennen. Bei seinem Tod hinterließ er zwei Söhne und sechs Enkel.

## Veröffentlichungen (Auswahl)
- mit N. B. Stonehouse (Hrsg.): The Infallible Word. A Symposium by the Members of the Faculty of Westminster Theological Seminary, Eerdmans, Grand Rapids 1946.
  - Neuauflage: N. B. Stonehouse, Paul Woolley (Hrsg.): The Infallible Word. A Symposium by the Members of the Faculty of Westminster Theological Seminary, P&R Publishing, Phillipsburg, New Jersey 2003, ISBN 978-0-87552-543-3.
- Family, state, and church: God's institutions, Baker Book House, Grand Rapids 1965.
- The Significance of J. Gresham Machen Today, Presbyterian and Reformed Publishing, Nutley, New Jersey 1977.